# Kantele
Il kantele ['kantele] o kannel è uno strumento a corde tipico delle nazioni affacciate sul Mar Baltico. In Finlandia è lo strumento musicale nazionale.
Nella versione originale del kantele ci sono solo cinque corde collegate da un manico di legno scavato al corpo, che è aperto nella parte inferiore. 
Successivamente il kantele è stato sviluppato a tal punto da diventare una famiglia a sé di strumenti musicali, comprendendo particolari soluzioni acustiche e anche modelli elettrici.

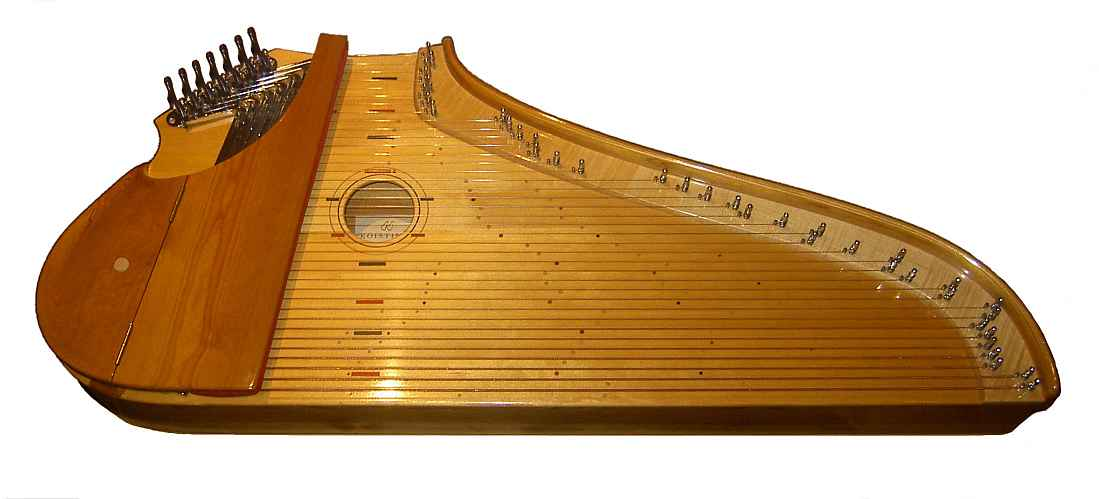
Il kantele da concerto Koistinen a 38 corde